# Ortalis garrula
Chachalaca-d'asa-castanha ou aracuã-de-asa-castanha (Ortalis garrula) é uma espécie de ave da família Cracidae.
Apenas pode ser encontrada na Colômbia.
Os seus habitats naturais são: florestas secas tropicais ou subtropicais, florestas subtropicais ou tropicais húmidas de baixa altitude, e florestas secundárias altamente degradadas.